# بلاي ستيشن ستور
متجر البلاي ستيشن (بالإنجليزية: PlayStation Store)‏ وتلفظ: «بلاي ستيشن ستور»، هو متجر وسائط رقمية متاح لمستخدمي أجهزة بلاي ستيشن 3، بلاي ستيشن 4، بلاي ستيشن 5 وبلاي ستيشن فيتا من شركة سوني عبر شبكة بلاي ستيشن. كان بلاي ستيشن بورتبل مدعوم سابقًا من عام 2008 إلى عام 2021.
يقدم المتجر مجموعة من المحتويات القابلة للتنزيل للشراء والمتاحة مجانًا. يتوفر في المتجر الألعاب الكاملة، المحتويات الإضافية، الألعاب التجريبية، المحتوى المسموع، المسلسلات والأفلام.

## الوصول
يمكن الوصول إلى المتجر من خلال أيقونة على XrossMediaBar على بلاي ستيشن 3 وبلاي ستيشن بورتبل، عبر القائمة الديناميكية على بلاي ستيشن 4، وأيقونة على LiveArea على بلاي ستيشن فيتا. الخدمة متاحة أيضًا عبر الإنترنت من خلال موقع سوني إنترتينمنت نيتورك.
مطلوب حساب رئيسي للوصول إلى بلاي ستيشن ستور. يسجل سجل لجميع العناصر التي تم شراؤها سابقًا، والمعروف باسم «قائمة التنزيل»، نشاط التنزيل الكامل لكل حساب بلاي ستيشن ستور. يمكن للمستخدم الضيف استخدام قائمة التنزيل الخاصة بحسابه الرئيسي لتنزيل محتوى مجاني أو لشراء محتوى على جهاز آخر؛ ومع ذلك، يمكن استخدام حساب واحد فقط على ما يصل إلى جهازين فقط. كان هذا سابقًا خمسة، ولكن اعتبارًا من نوفمبر 2011، خفضت سوني هذا إلى اثنين. يجب تثبيت أحدث البرامج الثابتة على الجهاز للوصول إلى بلاي ستيشن ستور. يرتبط كل حساب رئيسي بـ «محفظة» افتراضية على الإنترنت يمكن إضافة الأموال إليها. يتم خصم هذه المحفظة بعد ذلك عند إجراء عملية شراء من المتجر. يمكن إضافة الأموال إلى المحفظة من خلال أنظمة الدفع المختلفة، على الرغم من أن بعضها غير متوفر في جميع البلدان.
يتم إجراء جميع عمليات الشراء على بلاي ستيشن ستور بالعملة المحلية للمستخدم باستخدام نظام «المحفظة» حيث تتم إضافة الأموال إلى المحفظة - إما في فئات محددة أو بمبلغ يحدده سعر المعاملة الحالية - ثم يتم خصمها من محفظة الحساب عندما يقوم المستخدم بعملية شراء، والأموال المضافة إلى بلاي ستيشن ستور غير قابلة للاسترداد.
يمكن للمستخدم إضافة أموال إلى محفظته بعدة طرق، وأكثرها شيوعًا عن طريق بطاقة الائتمان أو المدين. يمكن للمستخدمين في العديد من المناطق أيضًا شراء بطاقات شبكة بلاي ستيشن  أو تذاكر بفئات محددة من تجار التجزئة بما في ذلك محلات السوبر ماركت أو متاجر ألعاب الفيديو. يتم استرداد هذه الأموال في بلاي ستيشن ستور عندما يقوم المستخدم بإدخال الرمز الفريد المكون من 12 رقمًا الموجود على البطاقة في بلاي ستيشن ستور. اعتمدت نينتندو نفسها لاحقًا نظام العملة هذا لمتجرها نينتندو إي شوب. ومع ذلك، فإن حساب المتجر مغلق بالمنطقة ولا يقبل عمومًا سوى بطاقات الائتمان التي يتم إصدار فواتير بها وبطاقات بلاي ستيشن نتورك التي يتم شراؤها من نفس البلد المحدد أثناء عملية التسجيل، والتي لا يمكن تغييرها بعد ذلك.

## التاريخkdjd
بعد التعليقات الواردة من العديد من مستخدمي بلاي ستيشن نيتورك، تم إطلاق نسخة معاد تصميمها من بلاي ستيشن ستور في 15 أبريل 2008 عبر تحديث البرنامج الثابت. كان التصميم الجديد قائمًا على نظام التشغيل بدلاً من تصميم المتجر السابق المستند إلى الويب مما يمكّن المتجر من معالجة المعلومات بسرعة أكبر.
تم إصدار تحديث طفيف للمتجر خلال مؤتمر سوني في معرض الترفيه الإلكتروني لعام 2009 الصحفي. يجعل هذا التحديث الصفحة العلوية تقوم بتدوير الصور (بما في ذلك ارتباطاتها) بانتظام، وتغيير أصوات التنقل.
تم الإعلان عن إعادة تصميم رئيسية لـ بلاي ستيشن ستور في سبتمبر 2012، حيث جلبت معه بنية تنقل منقحة ونظام بحث جديد. تم تطوير المتجر الجديد ليجمع محتوى الألعاب والفيديو معًا ويسهل على المستخدمين العثور على ما يبحثون عنه. سيتم دمج المحتوى في قائمة كل لعبة، بدلاً من فئات منفصلة لعناصر مثل الوظائف الإضافية والسمات والمحتويات الأخرى القابلة للتنزيل. أحدث تصميم أقل تركيزًا على النص، ويتضمن عملًا فنيًا عالي الدقة ورسومًا متحركة سلسة للمحتوى المميز. تم إطلاق التصميم الجديد في أوروبا في 22 أكتوبر 2012. بعد وقت قصير من إطلاقه في المملكة المتحدة، تمت إعادة واجهة المتجر إلى التصميم القديم بسبب مشاكل مثل أوقات التحميل الطويلة والتنقل البطيء، بينما احتفظت دول أخرى في أوروبا بالواجهة الجديدة على الرغم من هذه المشكلات. تم إصدار إعادة التصميم في أمريكا الشمالية في 2 نوفمبر 2012.
في 11 مايو 2020، تم تعليق بلاي ستيشن ستور إلى أجل غير مسمى في الصين لأسباب أمنية.

## النسخ

### بلاي ستيشن 3
تم إطلاق بلاي ستيشن ستور مع إطلاق بلاي ستيشن 3 في 11 نوفمبر 2006. توجد أربعة إصدارات مختلفة من المتجر على المنصة: آسيا وأوروبا (بما في ذلك أوقيانوسيا والشرق الأوسط) واليابان وأمريكا الشمالية (بما في ذلك أمريكا الجنوبية).

### بلاي ستيشن بورتبل
تم دعم بلاي ستيشن ستور على بلاي ستيشن بورتبل بدءًا من أكتوبر 2008 مع تحديث 5.00 للجهاز. تم إغلاق بلاي ستيشن ستور على الجهاز في 31 مارس 2016 كما أعلنت شركة سوني في 1 مارس من نفس العام.

### بلاي ستيشن فيتا
تم إطلاق بلاي ستيشن ستور على بلاي ستيشن فيتا في 17 ديسمبر 2011 . اعتبارًا من ديسمبر 2016 ، تم أيضًا توفير جميع ألعاب بلاي ستيشن فيتا ليتم تنزيلها رقميًا على شبكة بلاي ستيشن على واجهة المتجر،  بسبب عدم إصدار جميع الألعاب كنسخة فيزيائية. هناك أربعة إصدارات مختلفة من بلاي ستيشن ستور: آسيا وأوروبا (بما في ذلك أوقيانوسيا والشرق الأوسط) واليابان وأمريكا الشمالية. لا توجد إصدارات لبلاي ستيشن ستور على جهاز بلاي ستيشن فيتا في الصين وأمريكا الجنوبية.

### بلاي ستيشن 4
تم إصدار نسخة بلاي ستيشن 4 من بلاي ستيشن ستور في 15 نوفمبر 2013 مع صدور الجهاز في أمريكا الشمالية، وفي 29 نوفمبر في معظم أنحاء أوروبا مع الجهاز بعد أسبوعين من إطلاقها في أمريكا الشمالية. تستخدم نسخة بلاي ستيشن 4 من بلاي ستيشن ستور نفس التصميم العام والواجهة لسابقه، واجهة متجر بلاي ستيشن 3 ؛ ومع ذلك، فقد تم تغيير نظام الألوان ليتناسب مع موضوع الجهاز، حيث يتغير من الأسود إلى الأزرق.

### الموقع الرسمي
في يناير 2013 ، تم توفير متجر بلاي ستيشن عبر متصفح الإنترنت. يمكن للمستخدمين شراء محتوى بلاي ستيشن 3 وبلاي ستيشن 4 وبلاي ستيشن فيتا وبلاي ستيشن بورتبل عبر المتجر عبر الإنترنت، ثم تنزيله (أو وضعه في قائمة انتظار التنزيل)  عبر أجهزتهم المعنية. في أكتوبر 2015 ، تمت إضافة خيار «قائمة الأمنيات». في 15 أكتوبر 2020 ، وتوقعًا لإطلاق بلاي ستيشن 5 ، أعلنت شركة سوني أن المستخدمين لن يعودوا قادرين على تصفح وشراء ألعاب وتطبيقات بلاي ستيشن 3 وبلاي ستيشن بورتبل وبلاي ستيشن فيتا عبر إصدارات سطح المكتب والهاتف المحمول من متجر بلاي ستيشن.

### بلاي ستيشن 5
تم إصدار نسخة بلاي ستيشن 5 من بلاي سيتشن ستور في 12 نوفمبر 2020 مع إصدار الجهاز في أمريكا الشمالية وأستراليا ونيوزيلندا واليابان وكوريا الجنوبية، وفي 19 نوفمبر 2020 في بقية العالم (باستثناء الصين) بعد إطلاق الجهاز في أمريكا الشمالية واليابان بسبعة أيام.

## المناطق
هذه هي القائمة للمناطق التابعة للمتجر الإلكتروني بلاي ستيشن:
| - أستراليا - النمسا - بلجيكا - البرازيل - بلغاريا - كندا - كرواتيا - التشيك - الدنمارك - فنلندا - فرنسا - ألمانيا | - اليونان - هونغ كونغ - هنغاريا - الهند - اندونيسيا - أيرلندا - إسرائيل - إيطاليا - اليابان - كوريا الجنوبية - الكويت | - لوكسمبورغ - ماليزيا - المكسيك - هولندا - نيوزلندا - النرويج - بولندا - البرتغال - روسيا - المملكة العربية السعودية - سنغافورة - سلطنة عمان | - سلوفينيا - جنوب أفريقيا - إسبانيا - السويد - سويسرا - تايوان - تايلاند - تركيا - الإمارات العربية المتحدة - المملكة المتحدة - الولايات المتحدة - البحرين |